# Forbindelser - danske kunstnere fra det tidligere Jugoslavien
Forbindelser - danske kunstnere fra det tidligere Jugoslavien var en dansk kunstudstilling, der fandt sted på Statens Museum for Kunst (SMK) i perioden 17. september 2022 til 19. februar 2023, hvor fokus var på danske kunstnere med eksjugoslavisk baggrund.
Udstillingens kurator var Tijana Mišković. De udstillede kunstnere var Alen Aligrudic, Amel Ibrahimović, Ana Pavlović, Ismar Čirkinagić, Nermin Duraković, Suada Demirović og Vladimir Tomić.
Udstillingen var designet af Lovorika Banovic.
Under udstillingen afholdtes seminaret TRANSCULTURAL CONNECTIONS: Art in socialist Yugoslavia ◆ Art in today’s migrations med keynote af kunsthistoriker Branislav Dimitrijević og Zdenka Badovinac, direktør for Museet for Samtidskunst i Zagreb.
Tomićs bidrag til udstillingen var filmværket Flotel Europa fra 2015 som SMK havde erhvervet i 2019.